# Jorge Pueyo Sanz
Jorge Pueyo Sanz   (Fonts, 31 d'octubre de 1995) és un advocat aragonès conegut per la seva tasca de divulgació de l'aragonès.
Fill d'Eduardo Pueyo, que va ser candidat de Chunta Aragonesista al Congrés dels Diputats. Llicenciat en Dret, és especialista en dret empresarial, civil i mercantil bancari. Des de desembre de 2020 és col·legiat del Reial i Il·lustre Col·legi d'Advocats de Saragossa, ciutat on exerceix l'advocacia.
Pueyo és conegut especialment per la seva tasca com a divulgador de la llengua aragonesa. Va ser redactor i col·laborador de Charrín Charrán, que va ser el primer programa en aragonès d'Aragón TV, que el va fer força conegut entre els aragonesos. Posteriorment va saltar a la fama a les xarxes socials gràcies al seu Noticiario matinal aragonès, un resum de notícies d'actualitat en llengua aragonesa que realitza a Twitter des d'octubre de 2020, imitant el format de noticiari d'Ángel Martín Gómez.
En la faceta política, és coordinador de la comissió de política lingüística del partit Chunta Aragonesista. A més, el 2023 va ser elegit com a cap de la llista conjunta amb Sumar per a les eleccions al Congrés dels Diputats en la circumscripció de Saragossa.
D'altra banda, ha conreat també la poesia en aragonès. El 2018 va guanyar el premi Condau de Ribagorza en la modalitat de poesia, compartit amb Celia Naval, amb l'obra Terra muixada.
El 25 de maig del 2022, es va estrenar A escampar la boira, un programa d'entrevistes nocturn humorístic d'Aragón TV fet en les tres llengües de l'Aragó: l'aragonès, el castellà i el català, del qual és presentador.
| « | L'aragonès com a llengua està en una situació crítica, i que segueixi així o no depèn de les institucions, de la gent i de persones que es dediquin de ple a fer més del que realment toca. Amb l'estrena d'A escampar la boira crec que ja no es pot demanar més i em sembla que no m'he sentit tan realitzat en la meva vida. La lluita per l'aragonès em genera molta felicitat. | » |
| — Jorge Pueyo Sanz, «Jorge Pueyo, director de 'Escampar la Boira' de Aragón TV: "Ahora estoy con el síndrome del impostor, por miedo a que nadie nos vea"» de Maribel Sancho a Diario de Teruel. | |   |

## Obres
- «El trato fiscal favorable como ayuda de Estado en el Derecho de la Competencia. El Caso Apple». Revista de derecho de la competencia y la distribución, núm. 21, 2017.